# 塔卡羅阿環礁
塔卡羅阿環礁（Takaroa）是南太平洋法屬波利尼西亞的環礁，屬於土阿莫土群島和喬治王群島的一部分，位於塔卡波托環礁東北10公里，由同名市镇管辖，長27.4公里、寬7公里，土地面積20平方公里，潟湖面93平方公里，2022年人口537。

## 外部連結
- （页面存档备份，存于）
- Atoll names
- le Maire & Schouten
- Atoll list (in French)

14°27′00″S 144°58′59″W / 14.450°S 144.983°W